# Eudorylas venezuelensis
Eudorylas venezuelensis är en tvåvingeart som beskrevs av José Albertino Rafael 1995. Eudorylas venezuelensis ingår i släktet Eudorylas och familjen ögonflugor.
Artens utbredningsområde är Venezuela. Inga underarter finns listade i Catalogue of Life.